# Lijst van rijksmonumenten in Nieuwkoop (plaats)
De plaats Nieuwkoop telt 17 inschrijvingen in het rijksmonumentenregister. Hieronder een overzicht.
| Object | Oorspronkelijke functie?  | Bouwjaar                | Architect                                   | Locatie               | Coördinaten?                 | Nr.?   | Afbeelding                                     |
| --- | ------------------------- | ----------------------- | ------------------------------------------- | --------------------- | ---------------------------- | ------ | ---------------------------------------------- |
| Herberg onder rieten wolfdak met ingezwenkte voorgevel waarin deuromlijsting met bovenlicht en hoofdgestel, alsmede vensters met zesruitsschuiframen. IJzeren uithangbord | Bijzondere woonvorm       | 18e, begin 19e eeuw     |                                             | Dorpsstraat 75        | 52° 8' 59" NB, 4° 46' 42" OL | 30518  | Meer afbeeldingen                              |
| Remonstrantse Kerk, Eenvoudige zaalkerk met spitsboogvensters gescheiden door lisenen                                                                                     | Kerk en kerkonderdeel     | 1822                    |                                             | Dorpsstraat 131       | 52° 9' 6" NB, 4° 46' 50" OL  | 30519  | Meer afbeeldingen                              |
| Pandje onder pannen zadeldak tussen puntgevels | Dienstwoning              | begin 19e eeuw          |                                             | Dorpsstraat 133       | 52° 9' 5" NB, 4° 46' 51" OL  | 30520  | Pandje onder pannen zadeldak tussen puntgevels |
| Huis zonder verdieping en met pannen schilddak | Woonhuis                  | begin 19e eeuw          |                                             | Dorpsstraat 137       | 52° 9' 5" NB, 4° 46' 51" OL  | 30521  | Meer afbeeldingen                              |
| "De Rietpol", gepleisterd boerenhuis onder rieten wolfdak | Boerderij                 | 18e eeuw                |                                             | Noordenseweg 38       | 52° 9' 15" NB, 4° 47' 13" OL | 30522  | Meer afbeeldingen                              |
| Voormalige Reghthuys | Gerechtsgebouw            | 1628 (jaartal)          |                                             | Reghthuysplein 1      | 52° 9' 2" NB, 4° 46' 45" OL  | 30523  | Meer afbeeldingen                              |
| Toren van het voormalige hoge huis Nieuwkoop | Kasteel, buitenplaats     | 1627                    |                                             | Reghthuysplein 13     | 52° 9' 0" NB, 4° 46' 49" OL  | 30524  | Meer afbeeldingen                              |
| Nederlands Hervormde Kerk | Kerk en kerkonderdeel     | 1821                    |                                             | Reghthuysplein 18     | 52° 8' 59" NB, 4° 46' 49" OL | 30525  | Meer afbeeldingen                              |
| Houten ophaalbrug | Brug                      | waarschijnlijk 19e eeuw |                                             | Reghthuysplein bij 18 | 52° 8' 59" NB, 4° 46' 49" OL | 30526  | Meer afbeeldingen                              |
| Voormalige boerderij met bakhuisje en winkel | Boerderij                 | 1700                    |                                             | Dorpsstraat 121       | 52° 9' 3" NB, 4° 46' 48" OL  | 525037 | Meer afbeeldingen                              |
| Schuur | Boerderij                 | 1700                    |                                             | Dorpsstraat 80        | 52° 9' 3" NB, 4° 46' 49" OL  | 525038 | Meer afbeeldingen                              |
| Schuur | Opslag                    | 1875-1900               |                                             | Dorpsstraat 78        | 52° 9' 3" NB, 4° 46' 49" OL  | 525039 | Upload foto                                    |
| R.K. Kerk met bijbehorende pastorie | Kerk en kerkonderdeel     | 1934-1935               |                                             | Dorpsstraat 35        | 52° 8' 55" NB, 4° 46' 36" OL | 525041 | Meer afbeeldingen                              |
| R.K. kerk van de O.L. Vrouwe Hemelvaart behorende pastorie met garage en fietsenstalling                                                                                  | Kerkelijke dienstwoning   | 1934-1935               | W. Breedeveld                               | Dorpsstraat 37        | 52° 8' 55" NB, 4° 46' 36" OL | 525042 | Meer afbeeldingen                              |
| Winkel/bedrijfspand | Winkel                    | ca. 1885                |                                             | Dorpsstraat 119       | 52° 9' 3" NB, 4° 46' 47" OL  | 525043 | Meer afbeeldingen                              |
| Watertoren | Nutsbedrijf               | 1931                    | C.B Posthumus Meyjes en J.J. van der Linden | Meije 190             | 52° 7' 13" NB, 4° 47' 17" OL | 525044 | Meer afbeeldingen                              |
| Molenrestant Polder Nieuwkoop en Noorden, Achtkante Molen/ Nieuwe Ziende Molen                                                                                            | Industrie- en poldermolen | 1809                    |                                             | Ziendeweg 8           | 52° 6' 25" NB, 4° 44' 26" OL | 527561 | Meer afbeeldingen                              |